# Droga wojewódzka 210
Die Droga wojewódzka 210 (DW 210) ist eine polnische Woiwodschaftsstraße, die innerhalb der Woiwodschaft Pommern verläuft. In Nord-Süd-Richtung verbindet sie die Ostseestadt Ustka (Stolpmünde) mit der Kreisstadt Słupsk (Stolp) und führt am Park Krajobrazowy Dolnia Słupi (Landschaftsschutzpark Stolpetal) entlang bis nach Unichowo (Wundichow), 13 Kilometer nördlich der Kreisstadt Bytów (Bütow).
Außerdem ist die DW 210 ein Bindeglied zwischen der Landesstraße 6 (DK 6, ehemalige deutsche Reichsstraße 2, heute auch Europastraße 28), der DK 21 (ehemalige Reichsstraße 125) sowie der DW 213 bei Słupsk bzw. der DW 212 bei Unichowo. In ihrem Verlauf durch das Stolpetal durchzieht die DW 210 drei Kreisgebiete: den Powiat Słupski, die kreisfreie Stadt Słupsk und den Powiat Bytowski.
Die Gesamtlänge der Straße beträgt 62 Kilometer.

## Streckenverlauf
Woiwodschaft Pommern:
Powiat Słupski (Kreis Stolp):
- Ustka (Stolpmünde) (DW 203: Koszalin (Köslin) – Darłowo (Rügenwalde) – Postomino (Pustamin) – Ustka)
- Mokrzyca (Hohenhagen)
- Grabno (Wintershagen)
- Bydlino (Bedlin)
- Włynkówko (Neu Flinkow)

X Bahnstrecke Stargard–Gdańsk (Stargard in Pommern–Danzig) X
Grodzki Słupsk (Stadtkreis Stolp):
- Słupsk (Stolp) (DK 6: Sławno (Schlawe) – Koszalin (Köslin) – Szczecin (Stettin) ↔ Lębork (Lauenburg/Pommern) – Gdańsk (Danzig) – Pruszcz Gdański (Praust), DK 21: → Trzebielino (Treblin) – Miastko (Rummelsburg) sowie DW 213: → Żelkowo (Wendisch Silkow, 1938–45 Schwerinshöhe) – Główczyce (Glowitz) – Wicko (Vietzig) – Krokowa (Krockow) – Celbowo (Celbau))

Powiat Słupski:
~ Głaźna (Glaskow) ~
- Głobino (Gumbin)
- Dębnica Kaszubska (Rathsdamnitz)

~ Skotawa (Schottow) ~
- Niemczewo (Roden)
- Motarzyno (Muttrin)
- Budowo (Budow)

Powiat Bytowski (Kreis Bütow):
- Unichowo (Wundichow) (DW 212: Bytów (Bütow) – Lipnica (Liepnitz) – Chojnice (Konitz) – Kamionka ↔ Oskowo (Wutzkow) – Cewice (Zewitz) (– Lębork (Lauenburg i. Pom.)))

## Quelle
- Zarząd Dróg Wojewódzkich Gdańsk